# Ricard Opisso i Sala
Pour les articles homonymes, voir Opisso et Sala.
Ricard Opisso i Sala, né à Tarragone le 20 novembre 1880 et mort le 21 mai 1966 à Barcelone, est un peintre, dessinateur et auteur de bande dessinée catalan.

## Famille
Issu d'une famille d'artistes, il est le fils du journaliste Alfred Opisso i Vinãs et d'Antonia Sala i Gil. 
Il est le frère de l'écrivaine Regina Opisso. 
Son grand-père paternel est Josep Opisso i Roig, journaliste et directeur du Diari de Tarragone, père des écrivains Antoni et Antònia Opisso. Son arrière grand-père est le peintre Pere Pau Montaña, son grand-père maternel est l'écrivain Felipe Jacinto Sale et son oncle est le peintre Emilio Sala y Francés. Son neveu est l'écrivain Arturo Llorens y Opisso.

## Biographie
Né à Tarragone, sa famille emménage à Barcelone lorsque le petit Ricard a l'âge de deux ans. Dans la Barcelone moderniste de la fin du XIXe siècle, Ricard Opisso est l'assistant d'Antoni Gaudí dans son œuvre monumentale de la Sagrada Familia à partir de 1892. Il est lié au groupe des Quatre Gats, avec notamment Ramon Casas, Manuel Hugué, Isidre Nonell et Pablo Picasso.
Il est dessinateur de Cu-cut! à partir de 1903 et de L'Esquella de la Torratxa à partir de 1912, en signant des dessins de satire politique inspirées par l'art nouveau. 